# Liste des matchs de l'équipe de Saint-Marin de football par adversaire
Cette liste présente les matchs de l'équipe de Saint-Marin de football par adversaire rencontré depuis son premier match officiel le 14 novembre 1990 contre la Suisse.
- Haut – A
- B
- C
- D
- E
- F
- G
- H
- I
- J
- K
- L
- M
- N
- O
- P
- Q
- R
- S
- T
- U
- V
- W
- X
- Y
- Z

## A

### Albanie
|   | Date             | Lieu                    | Match                 | Score | Compétition                                           |
| 1 | 16 août 2006     | Serravalle, Saint-Marin | Saint-Marin - Albanie | 0 - 3 | Match amical                                          |
| 2 | 8 juin 2014      | Serravalle, Saint-Marin | Saint-Marin - Albanie | 0 - 3 | Match amical                                          |
| 3 | 31 mars 2021     | Serravalle, Saint-Marin | Saint-Marin - Albanie | 0 - 2 | Qualifications pour la Coupe du monde 2022 (Groupe I) |
| 4 | 8 septembre 2021 | Tirana, Albanie         | Albanie - Saint-Marin | 5 - 0 | Qualifications pour la Coupe du monde 2022 (Groupe I) |

Bilan
- Total de matchs disputés : 4
- Victoires de l'équipe de Saint-Marin : 0
- Victoires de l'équipe d'Albanie : 4
- Matchs nuls : 0

### Allemagne
|   | Date             | Lieu                    | Match                   | Score  | Compétition                                           |
| 1 | 6 septembre 2006 | Serravalle, Saint-Marin | Saint-Marin - Allemagne | 0 - 13 | Qualifications pour l'Euro 2008 (Groupe D)            |
| 2 | 2 juin 2007      | Nuremberg, Allemagne    | Allemagne - Saint-Marin | 7 - 0  | Qualifications pour l'Euro 2008 (Groupe D)            |
| 3 | 11 novembre 2016 | Serravalle, Saint-Marin | Saint-Marin - Allemagne | 0 - 8  | Qualifications pour la Coupe du monde 2018 (Groupe C) |
| 4 | 10 juin 2017     | Nuremberg, Allemagne    | Allemagne - Saint-Marin | 7 - 0  | Qualifications pour la Coupe du monde 2018 (Groupe C) |

Bilan
- Total de matchs disputés : 4
- Victoires de l'équipe de Saint-Marin : 0
- Victoires de l'équipe d'Allemagne : 4
- Matchs nuls : 0

### Andorre
|   | Date             | Lieu                        | Match                 | Score | Compétition                                           |
| 1 | 22 février 2017  | Serravalle, Saint-Marin     | Saint-Marin - Andorre | 0 - 2 | Match amical                                          |
| 2 | 2 septembre 2021 | Andorre-la-Vieille, Andorre | Andorre - Saint-Marin | 2 - 0 | Qualifications pour la Coupe du monde 2022 (Groupe I) |
| 3 | 12 octobre 2021  | Serravalle, Saint-Marin     | Saint-Marin - Andorre | 0 - 3 | Qualifications pour la Coupe du monde 2022 (Groupe I) |
| 4 | 13 octobre 2024  | Andorre-la-Vieille, Andorre | Andorre - Saint-Marin | 2 - 0 | Match amical                                          |

Bilan
- Total de matchs disputés : 4
- Victoires de l'équipe de Saint-Marin : 0
- Victoires de l'équipe d'Andorre : 4
- Matchs nuls : 0

### Angleterre
|   | Date             | Lieu                    | Match                    | Score  | Compétition                                           |
| 1 | 17 février 1993  | Londres, Angleterre     | Angleterre - Saint-Marin | 6 - 0  | Qualifications pour la Coupe du monde 1994 (Groupe 2) |
| 2 | 17 novembre 1993 | Bologne, Italie         | Saint-Marin - Angleterre | 1 - 7  | Qualifications pour la Coupe du monde 1994 (Groupe 2) |
| 3 | 12 octobre 2012  | Londres, Angleterre     | Angleterre - Saint-Marin | 5 - 0  | Qualifications pour la Coupe du monde 2014 (Groupe H) |
| 4 | 22 mars 2013     | Serravalle, Saint-Marin | Saint-Marin - Angleterre | 0 - 8  | Qualifications pour la Coupe du monde 2014 (Groupe H) |
| 5 | 9 octobre 2014   | Londres, Angleterre     | Angleterre - Saint-Marin | 5 - 0  | Qualifications pour l'Euro 2016 (Groupe E)            |
| 6 | 5 septembre 2015 | Serravalle, Saint-Marin | Saint-Marin - Angleterre | 0 - 6  | Qualifications pour l'Euro 2016 (Groupe E)            |
| 7 | 25 mars 2021     | Londres, Angleterre     | Angleterre - Saint-Marin | 5 - 0  | Qualifications pour la Coupe du monde 2022 (Groupe I) |
| 8 | 15 novembre 2021 | Serravalle, Saint-Marin | Saint-Marin - Angleterre | 0 - 10 | Qualifications pour la Coupe du monde 2022 (Groupe I) |

Bilan
- Total de matchs disputés : 8
- Victoires de l'équipe de Saint-Marin : 0
- Victoires de l'équipe d'Angleterre : 8
- Matchs nuls : 0

### Autriche
|   | Date            | Lieu                    | Match                  | Score | Compétition                                           |
| 1 | 14 octobre 1998 | Serravalle, Saint-Marin | Saint-Marin - Autriche | 1 - 4 | Qualifications pour l'Euro 2000 (Groupe 6)            |
| 2 | 28 avril 1999   | Graz, Autriche          | Autriche - Saint-Marin | 7 - 0 | Qualifications pour l'Euro 2000 (Groupe 6)            |
| 3 | 10 juin 2025    | Serravalle, Saint-Marin | Saint-Marin - Autriche | 0 - 4 | Qualifications pour la Coupe du monde 2026 (Groupe H) |
| 4 | 9 octobre 2025  | Autriche                | Autriche - Saint-Marin | -     | Qualifications pour la Coupe du monde 2026 (Groupe H) |

Bilan
- Total de matchs disputés : 3
- Victoires de l'équipe de Saint-Marin : 0
- Victoires de l'équipe d'Autriche : 3
- Matchs nuls : 0

### Azerbaïdjan
|   | Date             | Lieu                    | Match                     | Score | Compétition                                           |
| 1 | 4 septembre 2016 | Serravalle, Saint-Marin | Saint-Marin - Azerbaïdjan | 0 - 1 | Qualifications pour la Coupe du monde 2018 (Groupe C) |
| 2 | 4 septembre 2017 | Bakou, Azerbaïdjan      | Azerbaïdjan - Saint-Marin | 5 - 1 | Qualifications pour la Coupe du monde 2018 (Groupe C) |

Bilan
- Total de matchs disputés : 2
- Victoires de l'équipe de Saint-Marin : 0
- Victoires de l'équipe d'Azerbaïdjan : 2
- Matchs nuls : 0

## B

### Belgique
|   | Date             | Lieu                    | Match                  | Score  | Compétition                                           |
| 1 | 9 octobre 1996   | Serravalle, Saint-Marin | Saint-Marin - Belgique | 0 - 3  | Qualifications pour la Coupe du monde 1998 (Groupe 7) |
| 2 | 7 juin 1997      | Bruxelles, Belgique     | Belgique - Saint-Marin | 6 - 0  | Qualifications pour la Coupe du monde 1998 (Groupe 7) |
| 3 | 28 février 2001  | Bruxelles, Belgique     | Belgique - Saint-Marin | 10 - 1 | Qualifications pour la Coupe du monde 2002 (Groupe 6) |
| 4 | 6 juin 2001      | Serravalle, Saint-Marin | Saint-Marin - Belgique | 1 - 4  | Qualifications pour la Coupe du monde 2002 (Groupe 6) |
| 5 | 30 mars 2005     | Serravalle, Saint-Marin | Saint-Marin - Belgique | 1 - 2  | Qualifications pour la Coupe du monde 2006 (Groupe 7) |
| 6 | 7 septembre 2005 | Bruxelles, Belgique     | Belgique - Saint-Marin | 8 - 0  | Qualifications pour la Coupe du monde 2006 (Groupe 7) |
| 7 | 6 septembre 2019 | Serravalle, Saint-Marin | Saint-Marin - Belgique | 0 - 4  | Qualifications pour l'Euro 2020 (Groupe I)            |
| 8 | 10 octobre 2019  | Bruxelles, Belgique     | Belgique - Saint-Marin | 9 - 0  | Qualifications pour l'Euro 2020 (Groupe I)            |

Bilan
- Total de matchs disputés : 8
- Victoires de l'équipe de Saint-Marin : 0
- Victoires de l'équipe de Belgique : 8
- Matchs nuls : 0

### Biélorussie
|   | Date             | Lieu                    | Match                     | Score | Compétition                           |
| 1 | 8 septembre 2018 | Minsk, Biélorussie      | Biélorussie - Saint-Marin | 5 - 0 | Ligue des nations 2018-2019 (Ligue D) |
| 2 | 18 novembre 2018 | Serravalle, Saint-Marin | Saint-Marin - Biélorussie | 0 - 2 | Ligue des nations 2018-2019 (Ligue D) |

Bilan
- Total de matchs disputés : 2
- Victoires de l'équipe de Saint-Marin : 0
- Victoires de l'équipe de Biélorussie : 2
- Matchs nuls : 0

### Bosnie-Herzégovine
|   | Date             | Lieu                       | Match                            | Score | Compétition                                           |
| 1 | 4 juin 2005      | Serravalle, Saint-Marin    | Saint-Marin - Bosnie-Herzégovine | 1 - 3 | Qualifications pour la Coupe du monde 2006 (Groupe 7) |
| 2 | 8 octobre 2005   | Zenica, Bosnie-Herzégovine | Bosnie-Herzégovine - Saint-Marin | 3 - 0 | Qualifications pour la Coupe du monde 2006 (Groupe 7) |
| 3 | 7 juin 2025      | Zenica, Bosnie-Herzégovine | Bosnie-Herzégovine - Saint-Marin | 1 - 0 | Qualifications pour la Coupe du monde 2026 (Groupe H) |
| 4 | 6 septembre 2025 | Serravalle, Saint-Marin    | Saint-Marin - Bosnie-Herzégovine | -     | Qualifications pour la Coupe du monde 2026 (Groupe H) |

Bilan
- Total de matchs disputés : 3
- Victoires de l'équipe de Saint-Marin : 0
- Victoires de l'équipe de Bosnie-Herzégovine : 3
- Matchs nuls : 0

### Bulgarie
|   | Date            | Lieu                    | Match                  | Score | Compétition                                |
| 1 | 22 mai 1991     | Serravalle, Saint-Marin | Saint-Marin - Bulgarie | 0 - 3 | Qualifications pour l'Euro 1992 (Groupe 2) |
| 2 | 16 octobre 1991 | Sofia, Bulgarie         | Bulgarie - Saint-Marin | 4 - 0 | Qualifications pour l'Euro 1992 (Groupe 2) |

Bilan
- Total de matchs disputés : 2
- Victoires de l'équipe de Saint-Marin : 0
- Victoires de l'équipe de Bulgarie : 2
- Matchs nuls : 0

## C

### Cap-Vert
|   | Date         | Lieu                           | Match                  | Score | Compétition  |
| 1 | 28 mars 2022 | San Pedro del Pinatar, Espagne | Saint-Marin - Cap-Vert | 0 - 2 | Match amical |

Bilan
- Total de matchs disputés : 1
- Victoires de l'équipe de Saint-Marin : 0
- Victoires de l'équipe du Cap-Vert : 1
- Matchs nuls : 0

### Chypre
|   | Date              | Lieu                    | Match                | Score | Compétition                                           |
| 1 | 18 novembre 1998  | Serravalle, Saint-Marin | Saint-Marin - Chypre | 0 - 1 | Qualifications pour l'Euro 2000 (Groupe 6)            |
| 2 | 10 février 1999   | Limassol, Chypre        | Chypre - Saint-Marin | 0 - 4 | Qualifications pour l'Euro 2000 (Groupe 6)            |
| 3 | 22 août 2007      | Serravalle, Saint-Marin | Saint-Marin - Chypre | 0 - 1 | Qualifications pour l'Euro 2008 (Groupe D)            |
| 4 | 12 septembre 2007 | Nicosie, Chypre         | Chypre - Saint-Marin | 3 - 0 | Qualifications pour l'Euro 2008 (Groupe D)            |
| 5 | 21 mars 2019      | Nicosie, Chypre         | Chypre - Saint-Marin | 5 - 0 | Qualifications pour l'Euro 2020 (Groupe I)            |
| 6 | 9 septembre 2019  | Serravalle, Saint-Marin | Saint-Marin - Chypre | 0 - 4 | Qualifications pour l'Euro 2020 (Groupe I)            |
| 7 | 11 juin 2024      | Serravalle, Saint-Marin | Saint-Marin - Chypre | 1 - 4 | Match amical                                          |
| 8 | 21 mars 2025      | Larnaca, Chypre         | Chypre - Saint-Marin | 2 - 0 | Qualifications pour la Coupe du monde 2026 (Groupe H) |
| 9 | 12 octobre 2025   | Serravalle, Saint-Marin | Saint-Marin - Chypre | -     | Qualifications pour la Coupe du monde 2026 (Groupe H) |

Bilan
- Total de matchs disputés : 8
- Victoires de l'équipe de Saint-Marin : 0
- Victoires de l'équipe de Chypre : 8
- Matchs nuls : 0

### Croatie
|   | Date             | Lieu                    | Match                 | Score  | Compétition                                           |
| 1 | 2 juin 2001      | Varazdin, Croatie       | Croatie - Saint-Marin | 4 - 0  | Qualifications pour la Coupe du monde 2002 (Groupe 6) |
| 2 | 5 septembre 2001 | Serravalle, Saint-Marin | Saint-Marin - Croatie | 0 - 4  | Qualifications pour la Coupe du monde 2002 (Groupe 6) |
| 3 | 4 juin 2016      | Rijeka, Croatie         | Croatie - Saint-Marin | 10 - 0 | Match amical                                          |

Bilan
- Total de matchs disputés : 3
- Victoires de l'équipe de Saint-Marin : 0
- Victoires de l'équipe de Croatie : 3
- Matchs nuls : 0

## D

### Danemark
|   | Date             | Lieu                    | Match                  | Score | Compétition                                |
| 1 | 7 septembre 2023 | Copenhague, Danemark    | Danemark - Saint-Marin | 4 - 0 | Qualifications pour l'Euro 2024 (Groupe H) |
| 2 | 17 octobre 2023  | Serravalle, Saint-Marin | Saint-Marin - Danemark | 1 - 2 | Qualifications pour l'Euro 2024 (Groupe H) |

Bilan
- Total de matchs disputés : 2
- Victoires de l'équipe de Saint-Marin : 0
- Victoires de l'équipe du Danemark : 2
- Matchs nuls : 0

## E

### Écosse
|   | Date             | Lieu                    | Match                | Score | Compétition                                           |
| 1 | 1er mai 1991     | Serravalle, Saint-Marin | Saint-Marin - Écosse | 0 - 2 | Qualifications pour l'Euro 1992 (Groupe 2)            |
| 2 | 13 novembre 1991 | Glasgow, Écosse         | Écosse - Saint-Marin | 4 - 0 | Qualifications pour l'Euro 1992 (Groupe 2)            |
| 3 | 26 avril 1995    | Serravalle, Saint-Marin | Saint-Marin - Écosse | 0 - 2 | Qualifications pour l'Euro 1996 (Groupe 8)            |
| 4 | 15 novembre 1995 | Glasgow, Écosse         | Écosse - Saint-Marin | 5 - 0 | Qualifications pour l'Euro 1996 (Groupe 8)            |
| 5 | 7 octobre 2000   | Serravalle, Saint-Marin | Saint-Marin - Écosse | 0 - 2 | Qualifications pour la Coupe du monde 2002 (Groupe 6) |
| 6 | 28 mars 2001     | Glasgow, Écosse         | Écosse - Saint-Marin | 4 - 0 | Qualifications pour la Coupe du monde 2002 (Groupe 6) |
| 7 | 24 mars 2019     | Serravalle, Saint-Marin | Saint-Marin - Écosse | 0 - 2 | Qualifications pour l'Euro 2020 (Groupe I)            |
| 8 | 13 octobre 2019  | Glasgow, Écosse         | Écosse - Saint-Marin | 6 - 0 | Qualifications pour l'Euro 2020 (Groupe I)            |

Bilan
- Total de matchs disputés : 8
- Victoires de l'équipe de Saint-Marin : 0
- Victoires de l'équipe de Écosse : 8
- Matchs nuls : 0

### Espagne
|   | Date            | Lieu                    | Match                 | Score | Compétition                                           |
| 1 | 31 mars 1999    | Serravalle, Saint-Marin | Saint-Marin - Espagne | 0 - 6 | Qualifications pour l'Euro 2000 (Groupe 6)            |
| 2 | 5 juin 1999     | Vila-real, Espagne      | Espagne - Saint-Marin | 9 - 0 | Qualifications pour l'Euro 2000 (Groupe 6)            |
| 3 | 9 février 2005  | Almería, Espagne        | Espagne - Saint-Marin | 5 - 0 | Qualifications pour la Coupe du monde 2006 (Groupe 7) |
| 4 | 12 octobre 2005 | Serravalle, Saint-Marin | Saint-Marin - Espagne | 0 - 6 | Qualifications pour la Coupe du monde 2006 (Groupe 7) |

Bilan
- Total de matchs disputés : 4
- Victoires de l'équipe de Saint-Marin : 0
- Victoires de l'équipe d'Espagne : 4
- Matchs nuls : 0

### Estonie
|   | Date              | Lieu                    | Match                 | Score | Compétition                                |
| 1 | 21 mai 2002       | Serravalle, Saint-Marin | Saint-Marin - Estonie | 0 - 1 | Match amical                               |
| 2 | 15 novembre 2014  | Serravalle, Saint-Marin | Saint-Marin - Estonie | 0 - 0 | Qualifications pour l'Euro 2016 (Groupe E) |
| 3 | 14 juin 2015      | Tallinn, Estonie        | Estonie - Saint-Marin | 2 - 0 | Qualifications pour l'Euro 2016 (Groupe E) |
| 4 | 2 juin 2022       | Tallinn, Estonie        | Estonie - Saint-Marin | 2 - 0 | Ligue des nations 2022-2023 (Ligue D)      |
| 5 | 26 septembre 2022 | Serravalle, Saint-Marin | Saint-Marin - Estonie | 0 - 4 | Ligue des nations 2022-2023 (Ligue D)      |

Bilan
- Total de matchs disputés : 5
- Victoires de l'équipe de Saint-Marin : 0
- Victoires de l'équipe de Estonie : 4
- Matchs nuls : 1

## F

### Finlande
|   | Date             | Lieu                    | Match                  | Score | Compétition                                |
| 1 | 14 décembre 1994 | Helsinki, Finlande      | Finlande - Saint-Marin | 4 - 1 | Qualifications pour l'Euro 1996 (Groupe 8) |
| 2 | 29 mars 1995     | Serravalle, Saint-Marin | Saint-Marin - Finlande | 0 - 2 | Qualifications pour l'Euro 1996 (Groupe 8) |
| 3 | 17 novembre 2010 | Helsinki, Finlande      | Finlande - Saint-Marin | 8 - 0 | Qualifications pour l'Euro 2012 (Groupe E) |
| 4 | 3 juin 2011      | Serravalle, Saint-Marin | Saint-Marin - Finlande | 0 - 1 | Qualifications pour l'Euro 2012 (Groupe E) |
| 5 | 19 juin 2023     | Helsinki, Finlande      | Finlande - Saint-Marin | 6 - 0 | Qualifications pour l'Euro 2024 (Groupe H) |
| 6 | 20 novembre 2023 | Serravalle, Saint-Marin | Saint-Marin - Finlande | 1 - 2 | Qualifications pour l'Euro 2024 (Groupe H) |

Bilan
- Total de matchs disputés : 6
- Victoires de l'équipe de Saint-Marin : 0
- Victoires de l'équipe de Finlande : 6
- Matchs nuls : 0

## G

### Gibraltar
|   | Date             | Lieu                    | Match                   | Score | Compétition                           |
| 1 | 5 septembre 2020 | Gibraltar, Gibraltar    | Gibraltar - Saint-Marin | 1 - 0 | Ligue des nations 2020-2021 (Ligue D) |
| 2 | 14 novembre 2020 | Serravalle, Saint-Marin | Saint-Marin - Gibraltar | 0 - 0 | Ligue des nations 2020-2021 (Ligue D) |
| 3 | 10 octobre 2024  | Gibraltar, Gibraltar    | Gibraltar - Saint-Marin | 1 - 0 | Ligue des nations 2024-2025 (Ligue D) |
| 4 | 15 novembre 2024 | Serravalle, Saint-Marin | Saint-Marin - Gibraltar | 1 - 1 | Ligue des nations 2024-2025 (Ligue D) |

Bilan
- Total de matchs disputés : 4
- Victoires de l'équipe de Saint-Marin : 0
- Victoires de l'équipe de Gibraltar : 2
- Matchs nuls : 2

### Grèce
|   | Date             | Lieu                    | Match               | Score | Compétition                                |
| 1 | 16 novembre 1994 | Athènes, Grèce          | Grèce - Saint-Marin | 2 - 0 | Qualifications pour l'Euro 1996 (Groupe 8) |
| 2 | 6 septembre 1995 | Serravalle, Saint-Marin | Saint-Marin - Grèce | 0 - 4 | Qualifications pour l'Euro 1996 (Groupe 8) |

Bilan
- Total de matchs disputés : 2
- Victoires de l'équipe de Saint-Marin : 0
- Victoires de l'équipe de Grèce : 2
- Matchs nuls : 0

## H

### Hongrie
|   | Date             | Lieu                     | Match                 | Score | Compétition                                           |
| 1 | 16 octobre 2002  | Budapest, Hongrie        | Hongrie - Saint-Marin | 3 - 0 | Qualifications pour l'Euro 2004 (Groupe 4)            |
| 2 | 11 juin 2003     | Saint-Marin, Saint-Marin | Saint-Marin - Hongrie | 0 - 5 | Qualifications pour l'Euro 2004 (Groupe 4)            |
| 3 | 8 octobre 2010   | Budapest, Hongrie        | Hongrie - Saint-Marin | 8 - 0 | Qualifications pour l'Euro 2012 (Groupe E)            |
| 4 | 7 juin 2011      | Serravalle, Saint-Marin  | Saint-Marin - Hongrie | 0 - 3 | Qualifications pour l'Euro 2012 (Groupe E)            |
| 5 | 28 mars 2021     | Serravalle, Saint-Marin  | Saint-Marin - Hongrie | 0 - 3 | Qualifications pour la Coupe du monde 2022 (Groupe I) |
| 6 | 12 novembre 2021 | Budapest, Hongrie        | Hongrie - Saint-Marin | 4 - 0 | Qualifications pour la Coupe du monde 2022 (Groupe I) |

Bilan
- Total de matchs disputés : 6
- Victoires de l'équipe de Saint-Marin : 0
- Victoires de l'équipe de Hongrie : 6
- Matchs nuls : 0

## I

### Îles Féroé
|   | Date            | Lieu                    | Match                    | Score | Compétition                                |
| 1 | 25 mai 1995     | Toftir, Îles Féroé      | Îles Féroé - Saint-Marin | 3 - 0 | Qualifications pour l'Euro 1996 (Groupe 8) |
| 2 | 11 octobre 1995 | Serravalle, Saint-Marin | Saint-Marin - Îles Féroé | 1 - 3 | Qualifications pour l'Euro 1996 (Groupe 8) |

Bilan
- Total de matchs disputés : 2
- Victoires de l'équipe de Saint-Marin : 0
- Victoires de l'équipe des îles Féroé : 2
- Matchs nuls : 0

### Irlande
|   | Date            | Lieu                    | Match                 | Score | Compétition                                |
| 1 | 15 février 2006 | Dublin, Irlande         | Irlande - Saint-Marin | 5 - 0 | Qualifications pour l'Euro 2008 (Groupe D) |
| 2 | 7 février 2007  | Serravalle, Saint-Marin | Saint-Marin - Irlande | 1 - 2 | Qualifications pour l'Euro 2008 (Groupe D) |

Bilan
- Total de matchs disputés : 2
- Victoires de l'équipe de Saint-Marin : 0
- Victoires de l'équipe d'Irlande : 2
- Matchs nuls : 0

### Irlande du Nord
|   | Date               | Lieu                     | Match                         | Score | Compétition                                           |
| 1 | 15 octobre 2008    | Belfast, Irlande du Nord | Irlande du Nord - Saint-Marin | 4 - 0 | Qualifications pour la Coupe du monde 2010 (Groupe 3) |
| 2 | 11 février 2009    | Serravalle, Saint-Marin  | Saint-Marin - Irlande du Nord | 0 - 3 | Qualifications pour la Coupe du monde 2010 (Groupe 3) |
| 3 | 8 octobre 2016     | Belfast, Irlande du Nord | Irlande du Nord - Saint-Marin | 4 - 0 | Qualifications pour la Coupe du monde 2018 (Groupe C) |
| 4 | 1er septembre 2017 | Serravalle, Saint-Marin  | Saint-Marin - Irlande du Nord | 0 - 3 | Qualifications pour la Coupe du monde 2018 (Groupe C) |
| 5 | 23 mars 2023       | Serravalle, Saint-Marin  | Saint-Marin - Irlande du Nord | 0 - 2 | Qualifications pour l'Euro 2024 (Groupe H)            |
| 6 | 14 octobre 2023    | Belfast, Irlande du Nord | Irlande du Nord - Saint-Marin | 3 - 0 | Qualifications pour l'Euro 2024 (Groupe H)            |

Bilan
- Total de matchs disputés : 6
- Victoires de l'équipe de Saint-Marin : 0
- Victoires de l'équipe d'Irlande du Nord : 6
- Matchs nuls : 0

### Islande
|   | Date        | Lieu                    | Match                 | Score | Compétition  |
| 1 | 9 juin 2022 | Serravalle, Saint-Marin | Saint-Marin - Islande | 0 - 1 | Match amical |

Bilan
- Total de matchs disputés : 1
- Victoires de l'équipe de Saint-Marin : 0
- Victoires de l'équipe d'Islande : 1
- Matchs nuls : 0

### Italie
|   | Date            | Lieu             | Match                | Score | Compétition  |
| 1 | 19 février 1992 | Cesena, Italie   | Italie - Saint-Marin | 4 - 0 | Match amical |
| 2 | 31 mai 2013     | Bologne, Italie  | Italie - Saint-Marin | 4 - 0 | Match amical |
| 3 | 31 mai 2017     | Empoli, Italie   | Italie - Saint-Marin | 8 - 0 | Match amical |
| 4 | 28 mai 2021     | Cagliari, Italie | Italie - Saint-Marin | 7 - 0 | Match amical |

Bilan
- Total de matchs disputés : 4
- Victoires de l'équipe de Saint-Marin : 0
- Victoires de l'équipe d'Italie : 4
- Matchs nuls : 0

## K

### Kazakhstan
|   | Date             | Lieu                    | Match                    | Score | Compétition                                |
| 1 | 11 juin 2019     | Noursoultan, Kazakhstan | Kazakhstan - Saint-Marin | 4 - 0 | Qualifications pour l'Euro 2020 (Groupe I) |
| 2 | 16 novembre 2019 | Serravalle, Saint-Marin | Saint-Marin - Kazakhstan | 1 - 3 | Qualifications pour l'Euro 2020 (Groupe I) |
| 3 | 16 juin 2023     | Serravalle, Saint-Marin | Saint-Marin - Kazakhstan | 0 - 3 | Qualifications pour l'Euro 2024 (Groupe H) |
| 4 | 17 novembre 2023 | Astana, Kazakhstan      | Kazakhstan - Saint-Marin | 3 - 1 | Qualifications pour l'Euro 2024 (Groupe H) |

Bilan
- Total de matchs disputés : 4
- Victoires de l'équipe de Saint-Marin : 0
- Victoires de l'équipe du Kazakhstan : 4
- Matchs nuls : 0

### Kosovo
|   | Date          | Lieu             | Match                | Score | Compétition  |
| 1 | 1er juin 2021 | Pristina, Kosovo | Kosovo - Saint-Marin | 4 - 1 | Match amical |

Bilan
- Total de matchs disputés : 1
- Victoires de l'équipe de Saint-Marin : 0
- Victoires de l'équipe du Kosovo : 1
- Matchs nuls : 0

## L

### Lettonie
|   | Date             | Lieu                    | Match                  | Score | Compétition                                           |
| 1 | 15 novembre 2000 | Serravalle, Saint-Marin | Saint-Marin - Lettonie | 0 - 1 | Qualifications pour la Coupe du monde 2002 (Groupe 6) |
| 2 | 25 avril 2001    | Riga, Lettonie          | Lettonie - Saint-Marin | 1 - 1 | Qualifications pour la Coupe du monde 2002 (Groupe 6) |
| 3 | 20 novembre 2002 | Serravalle, Saint-Marin | Saint-Marin - Lettonie | 0 - 1 | Qualifications pour l'Euro 2004 (Groupe 4)            |
| 4 | 30 avril 2003    | Riga, Lettonie          | Lettonie - Saint-Marin | 0 - 3 | Qualifications pour l'Euro 2004 (Groupe 4)            |
| 5 | 11 novembre 2020 | Serravalle, Saint-Marin | Saint-Marin - Lettonie | 0 - 3 | Match amical                                          |

Bilan
- Total de matchs disputés : 5
- Victoires de l'équipe de Saint-Marin : 0
- Victoires de l'équipe de Lettonie : 4
- Matchs nuls : 1

### Liechtenstein
|   | Date             | Lieu                    | Match                       | Score | Compétition                           |
| 1 | 20 août 2003     | Vaduz, Liechtenstein    | Liechtenstein - Saint-Marin | 2 - 2 | Match amical                          |
| 2 | 28 avril 2004    | Serravalle, Saint-Marin | Saint-Marin - Liechtenstein | 1 - 0 | Match amical                          |
| 3 | 9 février 2011   | Serravalle, Saint-Marin | Saint-Marin - Liechtenstein | 0 - 1 | Match amical                          |
| 4 | 31 mars 2015     | Eschen, Liechtenstein   | Liechtenstein - Saint-Marin | 1 - 0 | Match amical                          |
| 5 | 8 septembre 2020 | Rimini, Italie          | Saint-Marin - Liechtenstein | 0 - 2 | Ligue des nations 2020-2021 (Ligue D) |
| 6 | 13 octobre 2020  | Vaduz, Liechtenstein    | Liechtenstein - Saint-Marin | 0 - 0 | Ligue des nations 2020-2021 (Ligue D) |
| 7 | 5 septembre 2024 | Serravalle, Saint-Marin | Saint-Marin - Liechtenstein | 1 - 0 | Ligue des nations 2024-2025 (Ligue D) |
| 8 | 18 novembre 2024 | Vaduz, Liechtenstein    | Liechtenstein - Saint-Marin | 1 - 3 | Ligue des nations 2024-2025 (Ligue D) |

Bilan
- Total de matchs disputés : 8
- Victoires de l'équipe de Saint-Marin : 3
- Victoires de l'équipe du Liechtenstein : 3
- Matchs nuls : 2

### Lituanie
|   | Date             | Lieu                    | Match                  | Score | Compétition                                           |
| 1 | 8 septembre 2004 | Kaunas, Lituanie        | Lituanie - Saint-Marin | 4 - 0 | Qualifications pour la Coupe du monde 2006 (Groupe 7) |
| 2 | 17 novembre 2004 | Serravalle, Saint-Marin | Saint-Marin - Lituanie | 0 - 1 | Qualifications pour la Coupe du monde 2006 (Groupe 7) |
| 3 | 8 septembre 2014 | Serravalle, Saint-Marin | Saint-Marin - Lituanie | 0 - 2 | Qualifications pour l'Euro 2016 (Groupe E)            |
| 4 | 8 septembre 2015 | Vilnius, Lituanie       | Lituanie - Saint-Marin | 2 - 1 | Qualifications pour l'Euro 2016 (Groupe E)            |
| 5 | 25 mars 2022     | Serravalle, Saint-Marin | Saint-Marin - Lituanie | 1 - 2 | Match amical                                          |

Bilan
- Total de matchs disputés : 5
- Victoires de l'équipe de Saint-Marin : 0
- Victoires de l'équipe de Lituanie : 5
- Matchs nuls : 0

### Luxembourg
|   | Date              | Lieu                    | Match                    | Score | Compétition                           |
| 1 | 11 septembre 2018 | Serravalle, Saint-Marin | Saint-Marin - Luxembourg | 0 - 3 | Ligue des nations 2018-2019 (Ligue D) |
| 2 | 15 octobre 2018   | Luxembourg, Luxembourg  | Luxembourg - Saint-Marin | 3 - 0 | Ligue des nations 2018-2019 (Ligue D) |

Bilan
- Total de matchs disputés : 2
- Victoires de l'équipe de Saint-Marin : 0
- Victoires de l'équipe du Luxembourg : 2
- Matchs nuls : 0

## M

### Malte
|   | Date         | Lieu                    | Match               | Score | Compétition                           |
| 1 | 14 août 2012 | Serravalle, Saint-Marin | Saint-Marin - Malte | 2 - 3 | Match amical                          |
| 2 | 5 juin 2022  | Serravalle, Saint-Marin | Saint-Marin - Malte | 0 - 2 | Ligue des nations 2022-2023 (Ligue D) |
| 3 | 12 juin 2022 | Ta' Qali, Malte         | Malte - Saint-Marin | 1 - 0 | Ligue des nations 2022-2023 (Ligue D) |

Bilan
- Total de matchs disputés : 3
- Victoires de l'équipe de Saint-Marin : 0
- Victoires de l'équipe de Malte : 3
- Matchs nuls : 0

### Moldavie
|   | Date              | Lieu                    | Match                  | Score | Compétition                                           |
| 1 | 26 avril 2000     | Serravalle, Saint-Marin | Saint-Marin - Moldavie | 0 - 1 | Match amical                                          |
| 2 | 12 octobre 2010   | Serravalle, Saint-Marin | Saint-Marin - Moldavie | 0 - 2 | Qualifications pour l'Euro 2012 (Groupe E)            |
| 3 | 11 octobre 2011   | Chișinău, Moldavie      | Moldavie - Saint-Marin | 4 - 0 | Qualifications pour l'Euro 2012 (Groupe E)            |
| 4 | 16 octobre 2012   | Serravalle, Saint-Marin | Saint-Marin - Moldavie | 0 - 2 | Qualifications pour la Coupe du monde 2014 (Groupe H) |
| 5 | 11 octobre 2013   | Chișinău, Moldavie      | Moldavie - Saint-Marin | 3 - 0 | Qualifications pour la Coupe du monde 2014 (Groupe H) |
| 6 | 19 mars 2017      | Serravalle, Saint-Marin | Saint-Marin - Moldavie | 0 - 2 | Match amical                                          |
| 7 | 12 octobre 2018   | Chișinău, Moldavie      | Moldavie - Saint-Marin | 2 - 0 | Ligue des nations 2018-2019 (Ligue D)                 |
| 8 | 15 novembre 2018  | Serravalle, Saint-Marin | Saint-Marin - Moldavie | 0 - 1 | Ligue des nations 2018-2019 (Ligue D)                 |
| 9 | 10 septembre 2024 | Chișinău, Moldavie      | Moldavie - Saint-Marin | 1 - 0 | Match amical                                          |

Bilan
- Total de matchs disputés : 9
- Victoires de l'équipe de Saint-Marin : 0
- Victoires de l'équipe de Moldavie : 9
- Matchs nuls : 0

### Monténégro
|   | Date              | Lieu                    | Match                    | Score | Compétition                                         |
| 1 | 11 septembre 2012 | Serravalle, Saint-Marin | Saint-Marin - Monténégro | 0 - 6 | Qualifications de la Coupe du monde 2014 (Groupe H) |
| 2 | 14 novembre 2012  | Podgorica, Monténégro   | Monténégro - Saint-Marin | 3 - 0 | Qualifications de la Coupe du monde 2014 (Groupe H) |

Bilan
- Total de matchs disputés : 2
- Victoires de l'équipe de Saint-Marin : 0
- Victoires de l'équipe du Monténégro : 2
- Matchs nuls : 0

## N

### Norvège
|   | Date             | Lieu                    | Match                 | Score  | Compétition                                           |
| 1 | 9 septembre 1992 | Oslo, Norvège           | Norvège - Saint-Marin | 10 - 0 | Qualifications pour la Coupe du monde 1994 (Groupe 2) |
| 2 | 7 octobre 1992   | Serravalle, Saint-Marin | Saint-Marin - Norvège | 0 - 2  | Qualifications pour la Coupe du monde 1994 (Groupe 2) |
| 3 | 11 octobre 2016  | Oslo, Norvège           | Norvège - Saint-Marin | 4 - 1  | Qualifications pour la Coupe du monde 2018 (Groupe C) |
| 4 | 5 octobre 2017   | Serravalle, Saint-Marin | Saint-Marin - Norvège | 0 - 8  | Qualifications pour la Coupe du monde 2018 (Groupe C) |

Bilan
- Total de matchs disputés : 4
- Victoires de l'équipe de Saint-Marin : 0
- Victoires de l'équipe de Norvège : 4
- Matchs nuls : 0

## P

### Pays-Bas
|   | Date              | Lieu                    | Match                  | Score  | Compétition                                           |
| 1 | 24 mars 1993      | Utrecht, Pays-Bas       | Pays-Bas - Saint-Marin | 6 - 0  | Qualifications pour la Coupe du monde 1994 (Groupe 2) |
| 2 | 22 septembre 1993 | Bologne, Italie         | Saint-Marin - Pays-Bas | 0 - 7  | Qualifications pour la Coupe du monde 1994 (Groupe 2) |
| 3 | 29 mars 1997      | Amsterdam, Pays-Bas     | Pays-Bas - Saint-Marin | 4 - 0  | Qualifications pour la Coupe du monde 1998 (Groupe 7) |
| 4 | 30 avril 1997     | Serravalle, Saint-Marin | Saint-Marin - Pays-Bas | 0 - 6  | Qualifications pour la Coupe du monde 1998 (Groupe 7) |
| 5 | 3 septembre 2010  | Serravalle, Saint-Marin | Saint-Marin - Pays-Bas | 0 - 5  | Qualifications pour l'Euro 2012 (Groupe E)            |
| 6 | 2 septembre 2011  | Eindhoven, Pays-Bas     | Pays-Bas - Saint-Marin | 11 - 0 | Qualifications pour l'Euro 2012 (Groupe E)            |

Bilan
- Total de matchs disputés : 6
- Victoires de l'équipe de Saint-Marin : 0
- Victoires de l'équipe des Pays-Bas : 6
- Matchs nuls : 0

### Pays de Galles
|   | Date            | Lieu                    | Match                        | Score | Compétition                                           |
| 1 | 2 juin 1996     | Serravalle, Saint-Marin | Saint-Marin - Pays de Galles | 0 - 5 | Qualifications pour la Coupe du monde 1998 (Groupe 7) |
| 2 | 31 août 1996    | Cardiff, Pays de Galles | Pays de Galles - Saint-Marin | 6 - 0 | Qualifications pour la Coupe du monde 1998 (Groupe 7) |
| 3 | 28 mars 2007    | Cardiff, Pays de Galles | Pays de Galles - Saint-Marin | 3 - 0 | Qualifications pour l'Euro 2008 (Groupe D)            |
| 4 | 17 octobre 2007 | Serravalle, Saint-Marin | Saint-Marin - Pays de Galles | 1 - 2 | Qualifications pour l'Euro 2008 (Groupe D)            |

Bilan
- Total de matchs disputés : 4
- Victoires de l'équipe de Saint-Marin : 0
- Victoires de l'équipe du pays de Galles : 4
- Matchs nuls : 0

### Pologne
|    | Date              | Lieu                    | Match                 | Score  | Compétition                                           |
| 1  | 28 avril 1993     | Łódź, Pologne           | Pologne - Saint-Marin | 1 - 0  | Qualifications pour la Coupe du monde 1994 (Groupe 2) |
| 2  | 1er mai 1993      | Serravalle, Saint-Marin | Saint-Marin - Pologne | 0 - 3  | Qualifications pour la Coupe du monde 1994 (Groupe 2) |
| 3  | 7 septembre 2002  | Serravalle, Saint-Marin | Saint-Marin - Pologne | 0 - 2  | Qualifications pour l'Euro 2004 (Groupe 4)            |
| 4  | 2 avril 2003      | Ostrowiec, Pologne      | Pologne - Saint-Marin | 5 - 0  | Qualifications pour l'Euro 2004 (Groupe 4)            |
| 5  | 10 septembre 2008 | Serravalle, Saint-Marin | Saint-Marin - Pologne | 0 - 2  | Qualifications pour la Coupe du monde 2010 (Groupe 3) |
| 6  | 1er avril 2009    | Kielce, Pologne         | Pologne - Saint-Marin | 10 - 0 | Qualifications pour la Coupe du monde 2010 (Groupe 3) |
| 7  | 26 mars 2013      | Varsovie, Pologne       | Pologne - Saint-Marin | 5 - 0  | Qualifications pour la Coupe du monde 2014 (Groupe H) |
| 8  | 10 septembre 2013 | Serravalle, Saint-Marin | Saint-Marin - Pologne | 1 - 5  | Qualifications pour la Coupe du monde 2014 (Groupe H) |
| 9  | 5 septembre 2021  | Serravalle, Saint-Marin | Saint-Marin - Pologne | 1 - 7  | Qualifications pour la Coupe du monde 2022 (Groupe I) |
| 10 | 9 octobre 2021    | Varsovie, Pologne       | Pologne - Saint-Marin | 5 - 0  | Qualifications pour la Coupe du monde 2022 (Groupe I) |

Bilan
- Total de matchs disputés : 10
- Victoires de l'équipe de Saint-Marin : 0
- Victoires de l'équipe de Pologne : 10
- Matchs nuls : 0

## R

### Roumanie
|   | Date             | Lieu                    | Match                  | Score | Compétition                                           |
| 1 | 5 décembre 1990  | Bucarest, Roumanie      | Roumanie - Saint-Marin | 6 - 0 | Qualifications pour l'Euro 1992 (Groupe 2)            |
| 2 | 27 mars 1991     | Serravalle, Saint-Marin | Saint-Marin - Roumanie | 1 - 3 | Qualifications pour l'Euro 1992 (Groupe 2)            |
| 3 | 10 août 2010     | Serravalle, Saint-Marin | Saint-Marin - Roumanie | 0 - 1 | Match amical                                          |
| 4 | 24 mars 2025     | Serravalle, Saint-Marin | Saint-Marin - Roumanie | 1 - 5 | Qualifications pour la Coupe du monde 2026 (Groupe H) |
| 5 | 18 novembre 2025 | Bucarest, Roumanie      | Roumanie - Saint-Marin | -     | Qualifications pour la Coupe du monde 2026 (Groupe H) |

Bilan
- Total de matchs disputés : 4
- Victoires de l'équipe de Saint-Marin : 0
- Victoires de l'équipe de Roumanie : 4
- Matchs nuls : 0

### Russie
|   | Date             | Lieu                    | Match                | Score | Compétition                                |
| 1 | 12 octobre 1994  | Moscou, Russie          | Russie - Saint-Marin | 4 - 0 | Qualifications pour l'Euro 1996 (Groupe 8) |
| 2 | 7 juin 1995      | Serravalle, Saint-Marin | Saint-Marin - Russie | 0 - 7 | Qualifications pour l'Euro 1996 (Groupe 8) |
| 3 | 8 juin 2019      | Saransk, Russie         | Russie - Saint-Marin | 9 - 0 | Qualifications pour l'Euro 2020 (Groupe I) |
| 4 | 19 novembre 2019 | Serravalle, Saint-Marin | Saint-Marin - Russie | 0 - 5 | Qualifications pour l'Euro 2020 (Groupe I) |

Bilan
- Total de matchs disputés : 4
- Victoires de l'équipe de Saint-Marin : 0
- Victoires de l'équipe de Russie : 4
- Matchs nuls : 0

## S

### Saint-Christophe-et-Niévès
|   | Date         | Lieu                    | Match                                    | Score | Compétition  |
| 1 | 20 mars 2024 | Serravalle, Saint-Marin | Saint-Marin - Saint-Christophe-et-Niévès | 1 - 3 | Match amical |
| 2 | 24 mars 2024 | Serravalle, Saint-Marin | Saint-Marin - Saint-Christophe-et-Niévès | 0 - 0 | Match amical |

Bilan
- Total de matchs disputés : 2
- Victoires de l'équipe de Saint-Marin : 0
- Victoires de l'équipe de Saint-Christophe-et-Niévès : 1
- Matchs nuls : 1

### Sainte-Lucie
|   | Date             | Lieu                     | Match                      | Score | Compétition  |
| 1 | 17 novembre 2022 | Gros Islet, Sainte-Lucie | Sainte-Lucie - Saint-Marin | 1 - 1 | Match amical |
| 2 | 20 novembre 2022 | Gros Islet, Sainte-Lucie | Sainte-Lucie - Saint-Marin | 1 - 0 | Match amical |

Bilan
- Total de matchs disputés : 2
- Victoires de l'équipe de Saint-Marin : 0
- Victoires de l'équipe de Sainte-Lucie : 1
- Matchs nuls : 1

### Serbie-et-Monténégro
|   | Date             | Lieu                           | Match                              | Score | Compétition                                           |
| 1 | 4 septembre 2004 | Serravalle, Saint-Marin        | Saint-Marin - Serbie-et-Monténégro | 0 - 3 | Qualifications pour la Coupe du monde 2006 (Groupe 7) |
| 2 | 13 octobre 2004  | Belgrade, Serbie-et-Monténégro | Serbie-et-Monténégro - Saint-Marin | 5 - 0 | Qualifications pour la Coupe du monde 2006 (Groupe 7) |

Bilan
- Total de matchs disputés : 2
- Victoires de l'équipe de Saint-Marin : 0
- Victoires de l'équipe de Serbie-et-Monténégro : 2
- Matchs nuls : 0

### Seychelles
|   | Date              | Lieu                    | Match                    | Score | Compétition  |
| 1 | 21 septembre 2022 | Serravalle, Saint-Marin | Saint-Marin - Seychelles | 0 - 0 | Match amical |

Bilan
- Total de matchs disputés : 1
- Victoires de l'équipe de Saint-Marin : 0
- Victoires de l'équipe des Seychelles : 0
- Matchs nuls : 1

### Slovaquie
|   | Date             | Lieu                         | Match                   | Score | Compétition                                           |
| 1 | 13 octobre 2007  | Dubnica nad Váhom, Slovaquie | Slovaquie - Saint-Marin | 7 - 0 | Qualifications pour l'Euro 2008 (Groupe D)            |
| 2 | 21 novembre 2007 | Serravalle, Saint-Marin      | Saint-Marin - Slovaquie | 0 - 5 | Qualifications pour l'Euro 2008 (Groupe D)            |
| 3 | 11 octobre 2008  | Serravalle, Saint-Marin      | Saint-Marin - Slovaquie | 1 - 3 | Qualifications pour la Coupe du monde 2010 (Groupe 3) |
| 4 | 6 juin 2009      | Bratislava, Slovaquie        | Slovaquie - Saint-Marin | 7 - 0 | Qualifications pour la Coupe du monde 2010 (Groupe 3) |
| 5 | 5 juin 2024      | Vienne, Autriche             | Slovaquie - Saint-Marin | 4 - 0 | Match amical                                          |

Bilan
- Total de matchs disputés : 5
- Victoires de l'équipe de Saint-Marin : 0
- Victoires de l'équipe de Slovaquie : 5
- Matchs nuls : 0

### Slovénie
|   | Date              | Lieu                    | Match                  | Score | Compétition                                           |
| 1 | 12 août 2009      | Maribor, Slovénie       | Slovénie - Saint-Marin | 5 - 0 | Qualifications pour la Coupe du monde 2010 (Groupe 3) |
| 2 | 14 octobre 2009   | Serravalle, Saint-Marin | Saint-Marin - Slovénie | 0 - 3 | Qualifications pour la Coupe du monde 2010 (Groupe 3) |
| 3 | 27 mars 2015      | Ljubljana, Slovénie     | Slovénie - Saint-Marin | 6 - 0 | Qualifications pour l'Euro 2016 (Groupe E)            |
| 4 | 12 octobre 2015   | Serravalle, Saint-Marin | Saint-Marin - Slovénie | 0 - 2 | Qualifications pour l'Euro 2016 (Groupe E)            |
| 5 | 7 octobre 2020    | Ljubljana, Slovénie     | Slovénie - Saint-Marin | 4 - 0 | Match amical                                          |
| 6 | 26 mars 2023      | Ljubljana, Slovénie     | Slovénie - Saint-Marin | 2 - 0 | Qualifications pour l'Euro 2024 (Groupe H)            |
| 7 | 10 septembre 2023 | Serravalle, Saint-Marin | Saint-Marin - Slovénie | 0 - 4 | Qualifications pour l'Euro 2024 (Groupe H)            |

Bilan
- Total de matchs disputés : 7
- Victoires de l'équipe de Saint-Marin : 0
- Victoires de l'équipe de Slovénie : 7
- Matchs nuls : 0

### Suède
|   | Date             | Lieu                    | Match               | Score | Compétition                                |
| 1 | 7 juin 2003      | Serravalle, Saint-Marin | Saint-Marin - Suède | 0 - 6 | Qualifications pour l'Euro 2004 (Groupe 4) |
| 2 | 6 septembre 2003 | Göteborg, Suède         | Suède - Saint-Marin | 5 - 0 | Qualifications pour l'Euro 2004 (Groupe 4) |
| 3 | 7 septembre 2010 | Malmö, Suède            | Suède - Saint-Marin | 6 - 0 | Qualifications pour l'Euro 2012 (Groupe E) |
| 4 | 6 septembre 2011 | Serravalle, Saint-Marin | Saint-Marin - Suède | 0 - 5 | Qualifications pour l'Euro 2012 (Groupe E) |

Bilan
- Total de matchs disputés : 4
- Victoires de l'équipe de Saint-Marin : 0
- Victoires de l'équipe de Suède : 4
- Matchs nuls : 0

### Suisse
|   | Date             | Lieu                    | Match                | Score | Compétition                                |
| 1 | 14 novembre 1990 | Serravalle, Saint-Marin | Saint-Marin - Suisse | 0 - 4 | Qualifications pour l'Euro 1992 (Groupe 2) |
| 2 | 5 juin 1991      | Saint-Gall, Suisse      | Suisse - Saint-Marin | 7 - 0 | Qualifications pour l'Euro 1992 (Groupe 2) |
| 3 | 14 octobre 2014  | Serravalle, Saint-Marin | Saint-Marin - Suisse | 0 - 4 | Qualifications pour l'Euro 2016 (Groupe E) |
| 4 | 12 octobre 2015  | Saint-Gall, Suisse      | Suisse - Saint-Marin | 7 - 0 | Qualifications pour l'Euro 2016 (Groupe E) |

Bilan
- Total de matchs disputés : 4
- Victoires de l'équipe de Saint-Marin : 0
- Victoires de l'équipe de Suisse : 4
- Matchs nuls : 0

## T

### Tchéquie
|   | Date             | Lieu                       | Match                  | Score | Compétition                                           |
| 1 | 7 octobre 2006   | Liberec, Tchéquie          | Tchéquie - Saint-Marin | 7 - 0 | Qualifications pour l'Euro 2008 (Groupe D)            |
| 2 | 8 septembre 2007 | Serravalle, Saint-Marin    | Saint-Marin - Tchéquie | 0 - 3 | Qualifications pour l'Euro 2008 (Groupe D)            |
| 3 | 19 novembre 2008 | Serravalle, Saint-Marin    | Saint-Marin - Tchéquie | 0 - 3 | Qualifications pour la Coupe du monde 2010 (Groupe 3) |
| 4 | 9 septembre 2009 | Uherské Hradiště, Tchéquie | Tchéquie - Saint-Marin | 7 - 0 | Qualifications pour la Coupe du monde 2010 (Groupe 3) |
| 5 | 26 mars 2017     | Serravalle, Saint-Marin    | Saint-Marin - Tchéquie | 0 - 6 | Qualifications pour la Coupe du monde 2018 (Groupe C) |
| 6 | 8 octobre 2017   | Pilsen, Tchéquie           | Tchéquie - Saint-Marin | 5 - 0 | Qualifications pour la Coupe du monde 2018 (Groupe C) |

Bilan
- Total de matchs disputés : 6
- Victoires de l'équipe de Saint-Marin : 0
- Victoires de l'équipe de Tchéquie : 6
- Matchs nuls : 0

### Turquie
|   | Date              | Lieu                    | Match                 | Score | Compétition                                           |
| 1 | 28 octobre 1992   | Ankara, Turquie         | Turquie - Saint-Marin | 4 - 1 | Qualifications pour la Coupe du monde 1994 (Groupe 2) |
| 2 | 10 mars 1993      | Serravalle, Saint-Marin | Saint-Marin - Turquie | 0 - 0 | Qualifications pour la Coupe du monde 1994 (Groupe 2) |
| 3 | 10 novembre 1996  | Istanbul, Turquie       | Turquie - Saint-Marin | 7 - 0 | Qualifications pour la Coupe du monde 1998 (Groupe 7) |
| 4 | 10 septembre 1997 | Serravalle, Saint-Marin | Saint-Marin - Turquie | 0 - 5 | Qualifications pour la Coupe du monde 1998 (Groupe 7) |

Bilan
- Total de matchs disputés : 4
- Victoires de l'équipe de Saint-Marin : 0
- Victoires de l'équipe de Turquie : 3
- Matchs nuls : 1

## U

### Ukraine
|   | Date             | Lieu                    | Match                 | Score | Compétition                                           |
| 1 | 6 septembre 2013 | Kiev, Ukraine           | Ukraine - Saint-Marin | 9 - 0 | Qualifications pour la Coupe du monde 2014 (Groupe H) |
| 2 | 15 octobre 2013  | Serravalle, Saint-Marin | Saint-Marin - Ukraine | 0 - 8 | Qualifications pour la Coupe du monde 2014 (Groupe H) |

Bilan
- Total de matchs disputés : 2
- Victoires de l'équipe de Saint-Marin : 0
- Victoires de l'équipe d'Ukraine : 2
- Matchs nuls : 0